# Platycaedicia major
Platycaedicia major är en insektsart som först beskrevs av Brunner von Wattenwyl 1878.  Platycaedicia major ingår i släktet Platycaedicia och familjen vårtbitare. Inga underarter finns listade i Catalogue of Life.